# 卢瓦塞
卢瓦塞（法語：Loisey，法語發音：[lwazɛ]）是法国默兹省的一个市镇，属于巴勒迪克区。卢瓦塞曾于1973-2013年间与市镇屈莱（Culey）合并为卢瓦塞-屈莱（Loisey-Culey）。2014年1月1日，卢瓦塞-屈莱拆分回原来的两市镇。

## 地理
卢瓦塞（48°45'55"N, 5°17'5"E）面积13.46 平方千米，位于法国大東部大區默兹省，该省份为法国西北部内陆省份，北与比利时接壤，西接马恩省和阿登省，南至上马恩省和孚日省，东临默尔特-摩泽尔省。
与卢瓦塞接壤的市镇（或旧市镇、城区）包括：埃里兹圣迪济耶、热里、盖尔蓬、拉瓦莱、奈沃-罗西耶尔、雷松、萨尔马涅、锡尔蒙、巴鲁瓦地区特龙维尔、屈莱。
卢瓦塞的时区为UTC+01:00、UTC+02:00（夏令时）。

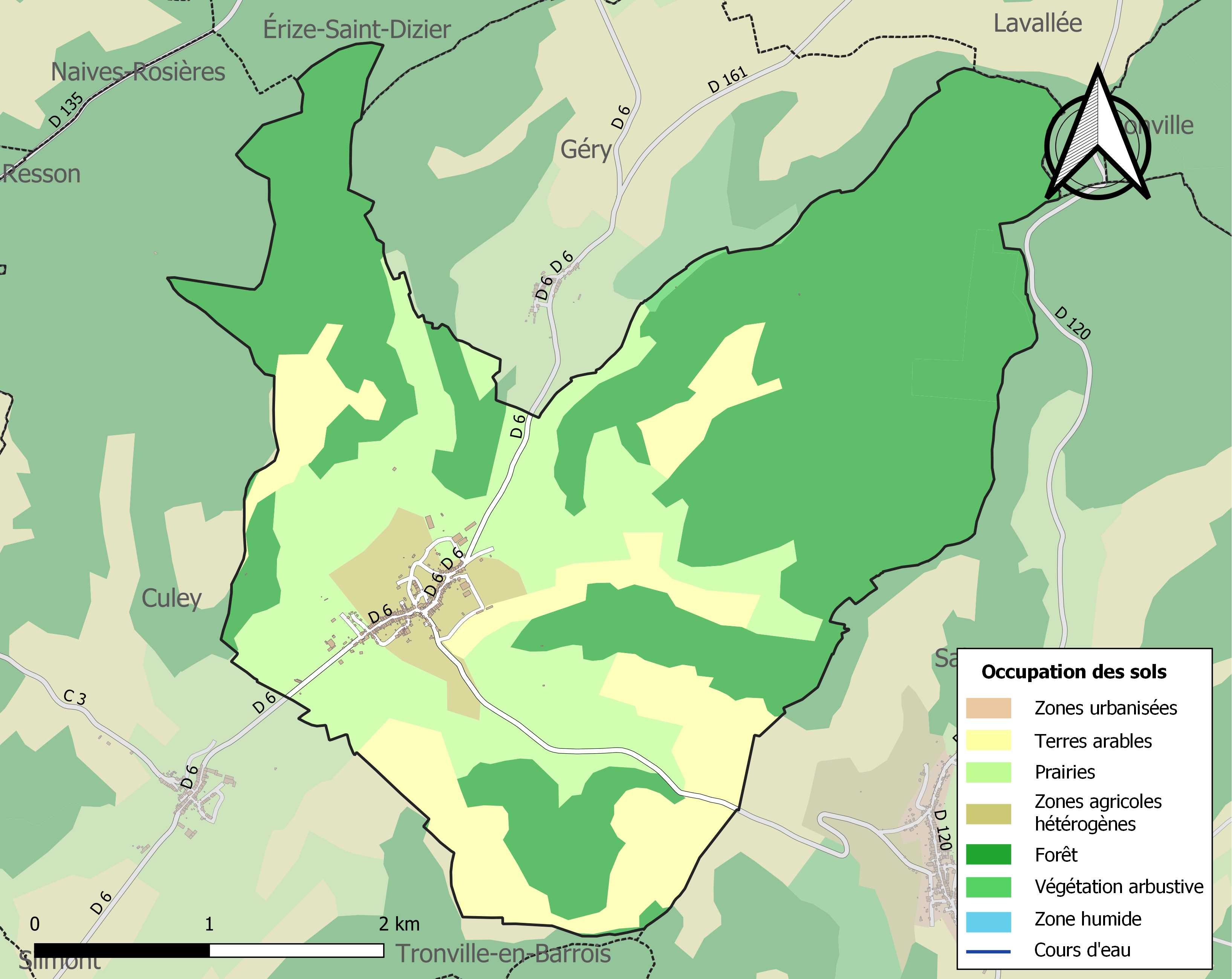
卢瓦塞的OSM定位图

## 行政
卢瓦塞的邮政编码为55000，INSEE市镇编码为55298。

## 政治
卢瓦塞所属的省级选区为沃库勒尔县。

## 人口
卢瓦塞于2022年1月1日时的人口数量为278人。